# Embajada de España en Sofía (Bulgaria)

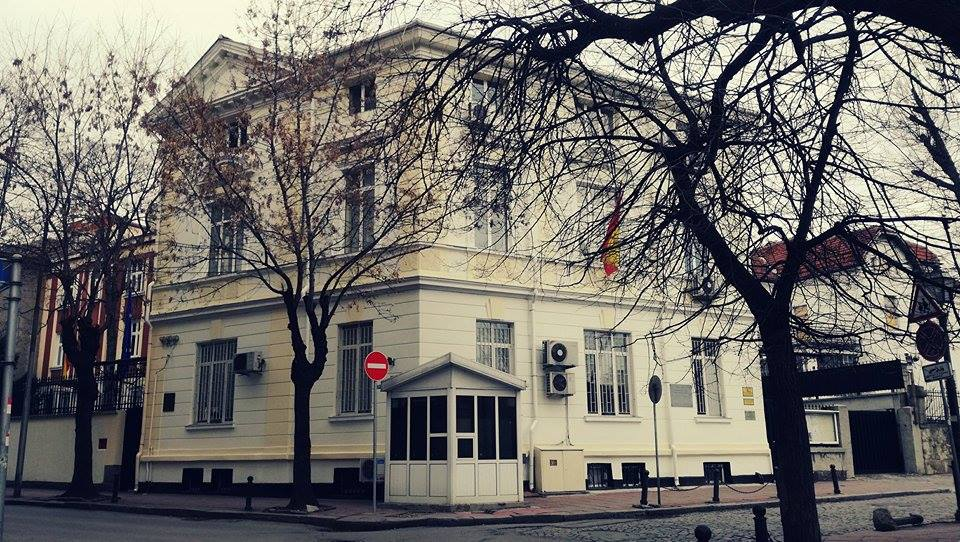
Embajada de España en Sofía (Bulgaria)

La Embajada de España en Sofía es la misión diplomática de España en la República de Bulgaria. Se sitúa en el centro de la ciudad de Sofía, concretamente en la calle Sheynovo 27, de a cinco minutos a pie de uno los cruces más grandes de la capital, Orlov Most (Puente de las Águilas). Forman parte de la Embajada de España las Consejerías y Agregadurías de los Ministerios de Economía, Comercio y Competitividad; Educación, Cultura y Deporte; e Interior, además del Instituto Cervantes . España también tiene un Consulado Hononario en la ciudad de Varna en el bulevard Slivnitsa.

## Embajador
El actual embajador es Miguel Alonso Berrio, quien fue nombrado por el gobierno de Pedro Sánchez el 27 de febrero de 2024.

## Consejerías ministeriales
La misión diplomática de España en Bulgaria cuenta con los siguientes consejeros ministeriales:
- Consejería Económico y Comercial.
- Consejería sobre Asuntos Consulares y Culturales.
- Consejería de Educación.
- Instituto Cervantes.